# Хвощ ветвистый
Хвощ ветви́стый, или Хвоще́вник ветвистый (лат. Equisētum ramosīssimum) — вид многолетних травянистых растений рода Хвощ семейства Хвощёвые (Equisetaceae).

## Ареал и среда обитания

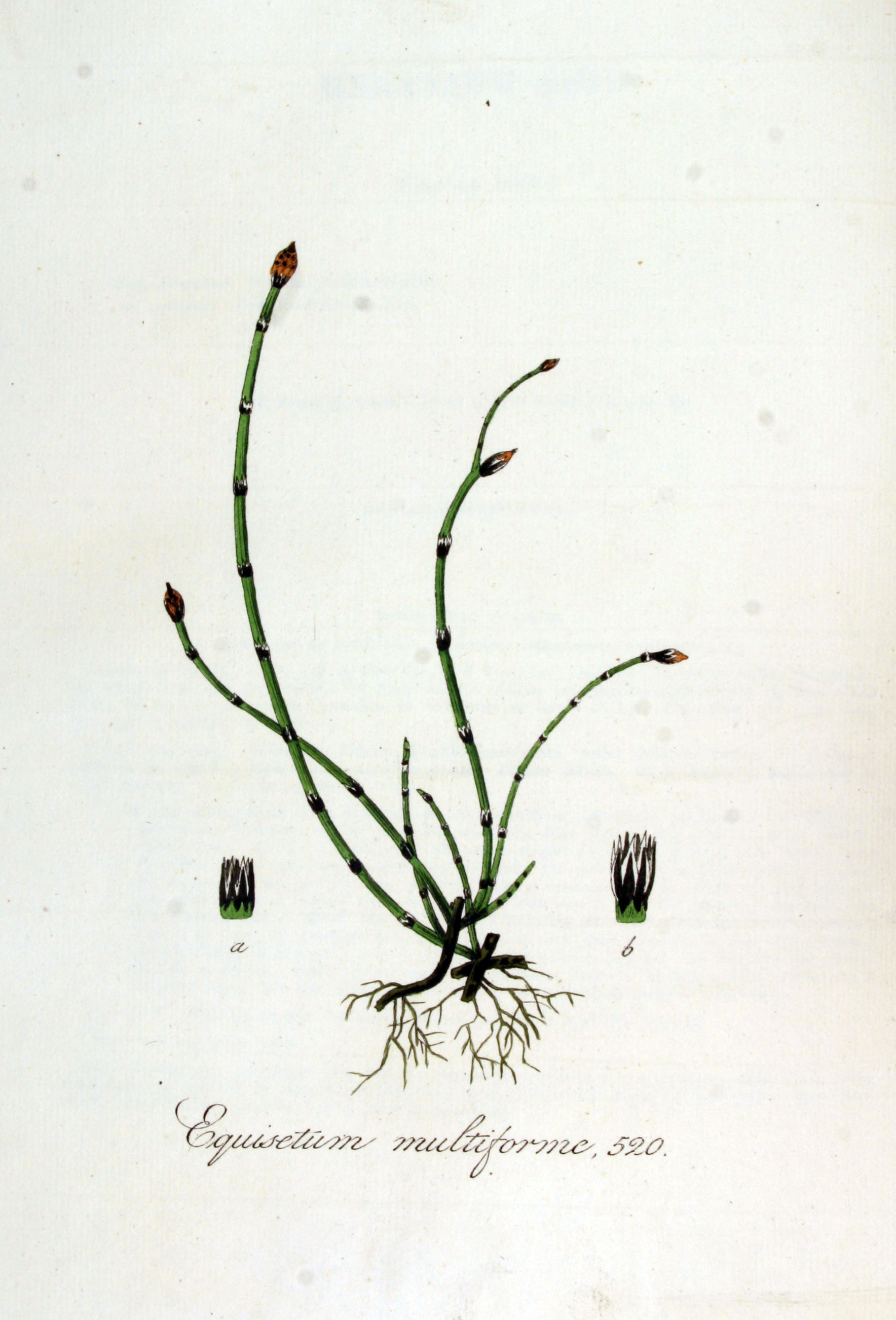

Голарктический вид. Ареал — южная Западная Европа, юг европейской части бывшего СССР, Крым, Кавказ, юг Западной Сибири, Средняя Азия, Малая Азия, Северная Африка, Юго-Восточная Азия, Северная и Южная Америка.
Произрастает в зоне степей и полупустынь, по пескам, особенно по железнодорожным насыпям, заходит на север.

## Ботаническое описание
Многолетнее травянистое, длиннокорневищное растение. Высота от 30 до 100 см. Побеги, как правило, не зимующие. Стебли жестковатые, ребристые, серо-зелёные, до десяти штук (порослевые побеги около 1 мм в диаметре), в нижней своей части мутовчато-ветвистые, реже стебли простые или с одиночными веточками.
Листовые влагалища воронковидные, полностью серые или с тёмной поперечной полосой. Листовые зубцы треугольные, на верхушке постепенно вытянутые в беловатое остроконечие. Остроконечия и зубцы могут подолгу сохраняться в разных частях побега, но нередко все полностью опадают. Верхушечный спороносный колосок острый.
Размножение спорами и посредством корневищ. Споры созревают в мае — июле.
При вегетативном размножении в благоприятных для роста условиях способен захватывать значительные площади.

### Химический состав
В растении обнаружены углеводы (глюкоза, фруктоза), стероиды, алкалоиды (никотин, палюстрин), флавоноиды.

## Охрана
Включен в Красные книги следующих субъектов РФ: Брянская область, Калмыкия, Курганская область, Липецкая область, Республика Мордовия, Новосибирская область, Омская область, Самарская область, Республика Татарстан, Ульяновская область, а также в красные книги следующих областей Украины: Харьковская область, Черновицкая область.

## Хозяйственное значение и применение
Отвар надземной части используют при лихорадке, диарее, гонорее, чесотке. В Средней Азии настой, жидкий экстракт надземной части применяют как диуретическое. Сок в Средней Азии — при кишечных инфекциях и как гемостатическое при кровотечениях различной этиологии, диуретическое.
Хвощ ветвистый являются кормом для крупного рогатого скота и лошадей.